# حارة بئر الشمس (صنعاء)

تعديل مصدري - تعديل

حارة بئر الشمس هي إحدى حارات حي التحرير بمديرية التحرير إحد مديريات العاصمة اليمنية صنعاء، بلغ تعداد سكانها 1094 نسمة حسب تعداد اليمن لعام 2004.